# Hans-Heinrich Isenbart
Hans-Heinrich Isenbart (* 5. Februar 1923 in Wien; † 25. Dezember 2011 in Hamburg) war ein deutscher Moderator, Journalist und Pferdefachmann.

## Leben
Isenbart wurde 1923 als Sohn eines Offiziers und einer Kaufmannstochter geboren, eine familiäre Verbundenheit mit der Reiterei war vorhanden. Er wuchs in Hamburg auf und besuchte dort das humanistische Wilhelm-Gymnasium, wo er 1942 das Zeugnis der Reife erhielt.  Anders als in seiner Familie üblich, konnte er nicht die Offizierslaufbahn einschlagen, dies verhinderten die Nationalsozialisten aufgrund seiner jüdischen Großmutter mütterlicherseits.
Ab 1945 war er als freier Mitarbeiter des Nordwestdeutschen Rundfunks tätig. Nach seinem Studium der Rechtswissenschaften, welches er in Wien absolvierte, ging er zum Norddeutschen Rundfunk (NDR) zurück. Hier war er ab 1951 als Redakteur im Studio Oldenburg tätig. 
Seine Karriere als Sportreporter beim Fernsehen begann 1956: Er berichtete von den olympischen Reitsportwettbewerben, die in Stockholm getrennt von den übrigen olympischen Wettbewerben (in Melbourne) ausgetragen wurden. Hier erlangte er Berühmtheit durch seinen Bericht über den Ritt des schwerverletzten Hans Günter Winkler mit Halla. Ab dem Jahr 1957 war er an der Entwicklung der Nordschau, eines Regionalfenster des NDR und Vorläufer der heutigen Regionalprogramme, beteiligt.
Drei Jahre später wechselte er zu Radio Bremen und leitete dort bis 1974 die Abteilung Fernsehen. Von 1974 bis 1987 war er als Sportkoordinator der ARD tätig. Nachdem er 1987 pensioniert wurde, blieb er weiterhin als Moderator und Kommentator, unter anderem in den Sendungen Freut euch des Nordens und Land und Lieder, für den NDR tätig.
Über die Pensionierung hinweg war Hans-Heinrich Isenbart als Reitsportkommentator und Stadionsprecher (unter anderem 1954 bis 2004 beim CHIO Aachen) tätig. Prägend war sein Einsatz für das Wohl des Pferdes, sein Abschlusssatz „… und vergessen Sie die Pferde nicht“ wurde sein Markenzeichen.
Isenbart war zudem als Reit- und Fahrlehrer sowie als Autor aktiv. Der Katalog der Deutschen Nationalbibliothek verzeichnet für ihn 52 Publikationen.
Hans-Heinrich Isenbart starb wenige Wochen vor seinem 89. Geburtstag am 25. Dezember 2011 in Hamburg. Im Juni 2011 widmete ihm der Norddeutsche Rundfunk eine halbstündige Reportage über sein Leben, die anlässlich seines Todes erneut ausgestrahlt wurde.

## Ehrungen
- 1983: Deutsches Reiterkreuz in Gold
- 1987: Träger des „Goldenen Ringes des Aachen-Laurensberger Rennvereins“
- 1997: Verdienstkreuz erster Klasse des Niedersächsischen Verdienstordens
- 2001: Ehrenmitglied des DOKR
- 2008: „Meteor-Preis“ für seine Verdienste um den Pferdesport.[1]